# Fußball in Guinea-Bissau

Logo der Federação de Futebol da Guiné-Bissau (FFGB)

Fußball ist im westafrikanischen Guinea-Bissau vermutlich die beliebteste Sportart.
Seit der portugiesische Seefahrer Nuno Tristão 1446 die hiesige Küste erreichte, spätestens aber seit der offiziellen Gründung der Kolonie Bissau 1753 war das Land portugiesische Kolonie, und wurde erst 1975 offiziell unabhängig. Bis heute ist Fußball in Guinea-Bissau daher durch seine portugiesischen Ursprünge und Beziehungen geprägt, beispielsweise durch eine Reihe Filialvereine der portugiesischen Klubs Sporting Lissabon und Benfica Lissabon. Auch spielen viele guinea-bissauischen Fußballer in Portugal.
Der nationale Fußballverband der Republik Guinea-Bissau ist die Federação de Futebol da Guiné-Bissau (FFGB). Sie gründete sich 1974, im Jahr der offiziellen Unabhängigkeit des Landes. Seither ist die FFGB für die Fußballnationalmannschaft von Guinea-Bissau zuständig und organisiert seit 1975 die Fußball-Ligen des Landes.

## Vereinsfußball
Seit 1975 richtet die FFGB die nationale Meisterschaft aus, den Campeonato Nacional da Guiné-Bissau. Rekordmeister ist mit 13 Titeln der 1936 gegründete Sporting Clube de Bissau, der 89. Filialverein des portugiesischen Klubs Sporting Lissabon. 2014 ging der Titel erstmals an den Nuno Tristão FC aus Bula in der Region Cacheu.
Der Landespokal der FFGB, die Taça Nacional da Guiné-Bissau wird seit 1977 ausgespielt. Erster Gewinner war União Desportiva Internacional aus Bissau, der insgesamt sechs Mal den Pokal holte (Stand Dezember 2014). Der Verein ist damit Rekordsieger des Pokalwettbewerbs, gleichauf mit Sport Bissau e Benfica, ein Filialverein des portugiesischen Klubs Benfica Lissabon. 2014 gewann überraschend der zweitklassige Futebol Clube de Canchungo aus Canchungo. In der folgenden Super Taça Nacional, dem Supercup gegen den Meister Nuno Tristão FC, unterlag der Verein am 27. Dezember 2014 erst im Elfmeterschießen mit 2:3.

## Nationalmannschaft
Die Guinea-bissauische Fußballnationalmannschaft nimmt seit 1986 an Turnieren der FIFA teil. Bisher konnte sie sich weder für eine Weltmeisterschaft noch für die Afrikanischen Nationenmeisterschaften qualifizieren. 2017 gelang erstmals die Qualifikation für die Fußball-Afrikameisterschaft.
Am westafrikanischen Amílcar Cabral-Cup nahm Guinea-Bissau mehrmals teil und richtete ihn in den Jahren 1979, 1988 und 2007 selbst aus. Das Turnier konnte die Nationalmannschaft Bissaus bisher nicht gewinnen. Auch an den Fußballwettbewerben bei den Jogos da Lusofonia nimmt die Auswahl des Landes bisher stets teil und strebt dort weiter seinen ersten Titel an.
Im Dezember 2014 belegte Guinea-Bissau den 133. Platz in der FIFA-Weltrangliste. Seine höchste FIFA-Platzierung erreichte die Auswahl im Juli 1994 mit dem 115. Platz, die schlechteste im Februar 2010 mit dem 195. Platz.
Seit 2012 ist der ehemalige portugiesische Nationalspieler Carlos Manuel Trainer der Nationalmannschaft Guinea-Bissaus.

## Frauenfußball
Die Guinea-bissauische Fußballnationalmannschaft der Frauen war bisher zwei Mal für die Qualifikation zur Fußball-Afrikameisterschaft der Frauen gemeldet, 2002 und 2014. Die FFGB zog die Anmeldung aber beide Male wieder zurück.